# Karen O'Connor
Karen O'Connor (nacida Karen Lende, The Plains, 17 de febrero de 1958) es una jinete estadounidense que compitió en la modalidad de concurso completo. Está casada con el jinete David O'Connor.
Participó en cinco Juegos Olímpicos de Verano, entre los años 1988 y 2012, obteniendo dos medallas en la prueba por equipos, plata en Atlanta 1996 (junto con David O'Connor, Bruce Davidson y Jill Henneberg), y bronce en Sídney 2000 (con Nina Fout, David O'Connor y Linden Wiesman).
Ganó una medalla de bronce en el Campeonato Mundial de Concurso Completo de 1998 y dos medallas de oro en los Juegos Panamericanos de 2007.

## Palmarés internacional
| Juegos Olímpicos     | Juegos Olímpicos         | Juegos Olímpicos  | Juegos Olímpicos |
| Año                  | Lugar                    | Medalla           | Categoría        |
| -------------------- | ------------------------ | ----------------- | ---------------- |
| 1996                 | Atlanta (Estados Unidos) | Medalla de plata  | Por equipos      |
| 2000                 | Sídney (Australia)       | Medalla de bronce | Por equipos      |
| Campeonato Mundial   |                          |                   |                  |
| Año                  | Lugar                    | Medalla           | Categoría        |
| 1998                 | Roma (Italia)            | Medalla de bronce | Por equipos      |
| Juegos Panamericanos |                          |                   |                  |
| Año                  | Lugar                    | Medalla           | Categoría        |
| 2007                 | Río de Janeiro (Brasil)  | Medalla de oro    | Individual       |
| 2007                 | Río de Janeiro (Brasil)  | Medalla de oro    | Por equipos      |